# Amore traditore
Amore traditore (BWV 203) ist eine weltliche Kantate von Johann Sebastian Bach. 

## Aufbau
Amore traditore und Non sa che sia dolore (BWV 209) sind die einzigen erhaltenen Kantaten von Bach auf italienische Texte, wobei in beiden Fällen keine originalen Autographen überliefert sind. Die Kantate besteht aus zwei Da-capo-Arien, die durch ein Seccorezitativ verbunden sind. Bach schreib die Musik zu Amore traditore während seiner Dienstzeit in Köthen, als er als Kapellmeister bei Fürst Leopold angestellt war und hauptsächlich weltliche Werke komponierte. Der vorgesehene Bass-Solist war wohl der Opernsänger Johann Gottfried Riemschneider (1691–1742), der um 1718 Mitglied von Bachs Kapelle war und später in London auch in Opern von Händel auftrat.

## Aufnahmen (Auswahl)
- Bach Kantaten für Bass Ich habe genung BWV 82, Der Friede sei mit dir BWV 158, Ich will den Kreuzstab gerne tragen BWV 56 und BWV 203. Dominik Wörner, il Gardellino. Passacaille, 2013.